# Carl Fredrik Adelcrantz

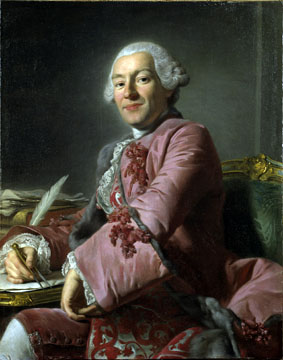
Carl Fredrik Adelcrantz (Gemälde von Alexander Roslin)

Carl Fredrik Adelcrantz (* 30. Januar 1716 in Stockholm; † 1. März 1796 ebenda) war ein schwedischer Architekt.

## Frühe Jahre und Entwicklung
Adelcrantz wurde 1716 in Stockholm als Sohn des Architekten Göran Josuae Adelcrantz (1668–1739) geboren, der fünf Jahre zuvor anlässlich seiner Erhebung in den Adelsstand seinen Namen von Törnqvist in Adelcrantz geändert hatte. Als Student in Uppsala war Göran Josua Törnqvist ein Mitglied der Studententheatergruppe Den Swänska Theatren gewesen, die später im Lejonkulan in Stockholm auftrat. Im Jahr 1697, in dem sich der desaströse Brand im Stockholmer Schloss ereignete und die Planung für den Neuen Palast begann, trat er in den Dienst von Nicodemus Tessin dem Jüngeren ein. Törnqvist hatte zuvor Architektur studiert und könnte von Tessin für dessen Szenographie entdeckt worden sein. Göran Josua Adelcrantz verblieb jedoch im Schatten des dominanten Tessin. Sein bedeutendstes Werk ist die Kuppel der Katharinenkirche in Stockholm.
Durch seine Heirat mit der Jungen Witwe Anna Maria Köhnmann, Tochter eines reichen Händlers verbesserte sich Törnqvists finanzielle Lage erheblich. Unter anderem kam Schloss Signhildsberg in der Nähe von Sigtuna in seinen Besitz. Im Folgejahr wurde er von Karl XII auf Empfehlung seines Mentors Tessin geadelt. Carl Fredrik, der in Stockholm geboren wurde, war das dritte Kind des Ehepaares. Dem Wunsch seines Vaters folgend schlug Carl Fredrik zunächst eine Beamtenlaufbahn ein. Nach dem Tode seines Vaters im Jahr 1739 unternahm er dann jedoch eine vierjährige Studienreise nach Frankreich und Italien.

## Karriere als Architekt
Von der Studienreise zurückgekommen, wurde Carl Fredrik Adelcrantz beim Bau des königlichen Schlosses in Stockholm angestellt, an dessen Fertigstellung nach den Plänen des Architekten Nicodemus Tessin d. J. er unter der Bauleitung von Carl Hårleman beteiligt war. In den folgenden Jahrzehnten machte Carl Fredrik Adelcrantz eine steile Karriere. 1757 wurde er u. a. Oberintendent (Chef) des Bauamtes, im selben Jahr wurde er zum Präses der Zeichenakademie (heute Kunstakademie) ernannt und 1766 wurde er in den Freiherrenstand erhoben.
Während der Regierungszeit Gustavs III. leitete er mehrere Schlossprojekte, unter anderem den durchgreifenden Umbau der Schlösser Ekolsund und Fredrikshov. Sein Hauptwerk aber ist das Königlich Schwedische Opernhaus (1775–1782) sowie das Theater (1762–66) und Chinesische Schlösschen (Kina Slott, 1764–66) in Drottningholm im Rokokostil. Diese beiden Bauten führten 1991 zur Aufnahme von Schloss Drottningholm in das Weltkulturerbe der UNESCO. Die einzige Kirche, die er entwarf, ist die neoklassizistische Adolf-Friedrich-Kirche (Adolf-Fredriks-Kyrka) in Stockholm (1768–83) mit Details im Rokoko.
Carl Fredrik Adelcrantz gilt als einer der wichtigsten schwedischen Architekten der 2. Hälfte des 18. Jahrhunderts, der durch sein langes Wirken zwei Architekturideale dieser Zeit verkörpert: das Rokoko und den am französischen Stil des Louis-seize orientierten Klassizismus schwedischer Prägung, bezeichnet als Gustavianischen Stil, zu dessen Hauptvertretern er zählt.